# Piero Esteriore
Piero Esteriore (Laufen, 23 september 1977) is een Zwitsers zanger.

## Biografie
Esteriore groeide op in Aesch en leerde op zesjarige leeftijd drummen. Hij studeerde voor kapper maar werkte gelijktijdig aan zijn muzikale carrière. In 2004 nam hij deel aan MusicStars, een Zwitserse talentenjacht. Later dat jaar nam hij, samen met zijn voormalige tegenstanders Sergio Luvualu en Tina Masafret uit MusicStars, deel aan de Zwitserse preselectie voor het Eurovisiesongfestival. Met het nummer Celebrate! won hij de finale, waardoor hij Zwitserland mocht vertegenwoordigen op het Eurovisiesongfestival 2004, dat gehouden werd in Istanboel. Zwitserland eindigde als 22ste en laatste in de halve finale, zonder punten.